# ماثيو ويب
ماثيو ويب (بالإنجليزية: Matthew Webb)‏ (24 سبتمبر 1976 ببرستل في المملكة المتحدة - ) هو لاعب كرة قدم بريطاني في مركز جناح ‏. لعب مع برمنغهام سيتي.